# Sean St Ledger
Sean Patrick St Ledger-Hall (Birmingham, Anglia, 1984. december 28. –) ír válogatott labdarúgó, aki jelenleg a Leicester Cityben játszik hátvédként.

## Pályafutása

### Peterborough United
St Ledger 2001-ben került a Peterborough United ificsapatához, majd 2002-ben már be is mutatkozott az első csapatban. Leggyakrabban középhátvédként lépett pályára, de megfordult a középpályán és a védelem szélén is. Miután csapatával nem tudta kiharcolni a harmadosztályba való feljutást a 2005/06-os szezonban, távozott a gárdától.

### Preston North End
2006 nyarán St Ledgert Barry Fry, a Peterborough akkori megbízott menedzsere beajánlotta korábbi csapatához, a Birmingham Cityhez próbajátékra. A hátvéd ennek ellenére végül a Preston North Enddel írt alá szerződést júliusban. A csapat 225 ezer fontot fizetett érte. 2006. augusztus 5-én, egy Sheffield Wednesday elleni 0-0-s mérkőzésen mutatkozott be. Első gólját 2007. április 9-én, a Southend United ellen szerezte, csapata 3-2-re kikapott. A 2006/07-es idényben összesen 42 mérkőzésen lépett pályára. A bajnokság közepén még a tabella élén álló Preston végül még a rájátszásban sem indulhatott.
St Ledger a következő idényben is fontos tagja volt PNE védelmének, leggyakrabban Youl Mawéné mellett játszott a védelem közepén. 2008. február 9-én győztes gólt szerzett a Coventry City ellen. Egy héttel később, a Colchester United ellen megkapta prestoni pályafutása első piros lapját.
A 2008/09-es szezonban az ír játékos rendkívül eredményes volt, hat gólt szerzett. A Warford, a Barnsley, a Derby County, a Wolverhampton Wanderers, a Queens Park Rangers és a Sheffield Wednesday ellen is betalált. Csapata kivívta a rájátszásban való részvételt a Championshipben, de az elődöntőben elbukott a Sheffield Uniteddel szemben. St Ledger az elődöntő mindkét mérkőzésén végig a pályán volt.
A következő évadot is ígéretesen kezdte, de mindössze hét meccs után, 2009 szeptemberében kölcsönvette a Middlesbrough. A piros-fehérek három hónapra szóló kölcsönszerződést kötöttek vele, és azt ígérték, ha jól teljesít, 4 millió fontért véglegesen is leigazolják. Ez az összeg jól jött volna az anyagi gondokkal küzdő Prestonnak. St Ledger a West Bromwich Albion ellen debütált a Boróban, majd szeptember végén, a Coventry City ellen első gólját is megszerezte. Az ígéretes kezdet ellenére a csapat mégsem véglegesítette a szerződését, a játékos ugyanis összeveszett az új menedzserrel, Gordon Strachannel, így három hónapos kölcsönszerződése lejárta után visszatért a Preston North Endhez. Itt sem alakultak jól a dolgok a számára, mindössze egy mérkőzéssel visszatérése után a csapat vezetői menesztették Alan Irvine menedzser, akivel remekül megértették egymást. A szezon során a hátvéd összesen 22 mérkőzésen segítette csapatát.
St Ledgert a 2010/11-es szezonban sérülések hátráltatták, ráadásul a Preston North End is gyengén szerepelt a bajnokságban. Darren Ferguson menesztése és Phil Brown érkezése után némileg javultak a csapat eredményei, de az együttes végül kiesett a harmadosztályba. St Ledger utoljára 2011. március 19-én, a Coventry City ellen lépett pályára a csapatban, majd egy sérülés miatt idő előtt véget ért a szezonja. Mivel nem szeretett volna a League One-ban játszani, és a Prestonnak is szüksége volt a pénzre, világos volt, hogy a játékos az igény végén távozik a klubtól.

### Leicester City
2011. július 4-én St Ledger ismeretlen összeg ellenében a Leicester Cityhez igazolt, ahol három évre írt alá. Augusztus 17-én, a Bristol City ellen mutatkozott be új csapatában. Miután váratlanul kikerült a keretből az Ipswich Town elleni karácsonyi mérkőzésen, összeszólalkozott a csapat menedzserével, Nigel Pearsonnal, aki átadólistára helyezte, és azt mondta, többé nem léphet pályára a Leicesterben, amíg ő a menedzser. Úgy tűnt, az Ipswich-hez igazol, de Alekszandar Tuncsev sérülése miatt csereemberként mégis szüksége volt rá a Citynek, így a transzfert elhalasztották. Miután Sol Bamba elutazott a 2012-es afrikai nemzetek kupájára, St Ledger ismét pályára léphetett a csapatban. Jól teljesített, Pearson is megdicsérte, és levette a transzferlistáról, így az Ipswich-hez való szerződése is meghiúsult.

## Válogatott
Bár St Ledger Angliában született, ír nagyapja révén ő is felvehette az ír állampolgárságot. 2009 június 6-án, egy Bulgária elleni vb-selejtezőn lépett először pályára az ír válogatottban. 2009 októberében, Olaszország ellen szerezte első válogatottbeli gólját, szintén világbajnoki selejtezőn. Az írek kvalifikálták magukat a pótselejtezőkre, ahol a franciákkal szemben végül összesítésben 2-1-re alulmaradtak. A franciák győztes gólját kezezés előzte meg, ami világszerte botrányt kavart. St Ledger végig a pályán volt.
A hátvéd 2010. október 12-én, a Szlovákia elleni Eb-selejtezőn megszerezte második gólját a válogatottban. Írország kijutott az Európa-bajnokságra. Az első csoportmeccsen, Horvátország ellen St Ledger is betalált, de csapata végül 3-1-re kikapott.

## Fordítás
- Ez a szócikk részben vagy egészben  a   Sean St Ledger című angol Wikipédia-szócikk fordításán alapul.  Az eredeti cikk szerkesztőit annak laptörténete sorolja fel. Ez a jelzés csupán a megfogalmazás eredetét és a szerzői jogokat jelzi, nem szolgál a cikkben szereplő információk forrásmegjelöléseként.

## Külső hivatkozások
- Sean St Ledger pályafutásának statisztikái a Soccerbase oldalon (angolul)

- Sean St Ledger adatlapja a Leicester City honlapján
- Sean St Ledger klub- és válogatottbeli statisztikái